# Timandra atropurpurea
Timandra atropurpurea är en fjärilsart som beskrevs av Michel 1936. Timandra atropurpurea ingår i släktet Timandra och familjen mätare. Inga underarter finns listade i Catalogue of Life.